# Panhard et Levassor Dynamic
La Panhard et Levassor Dynamic est une grande voiture, présentée par le constructeur français Panhard et Levassor en remplacement du modèle CS au salon Automobile de Paris d'octobre 1936.

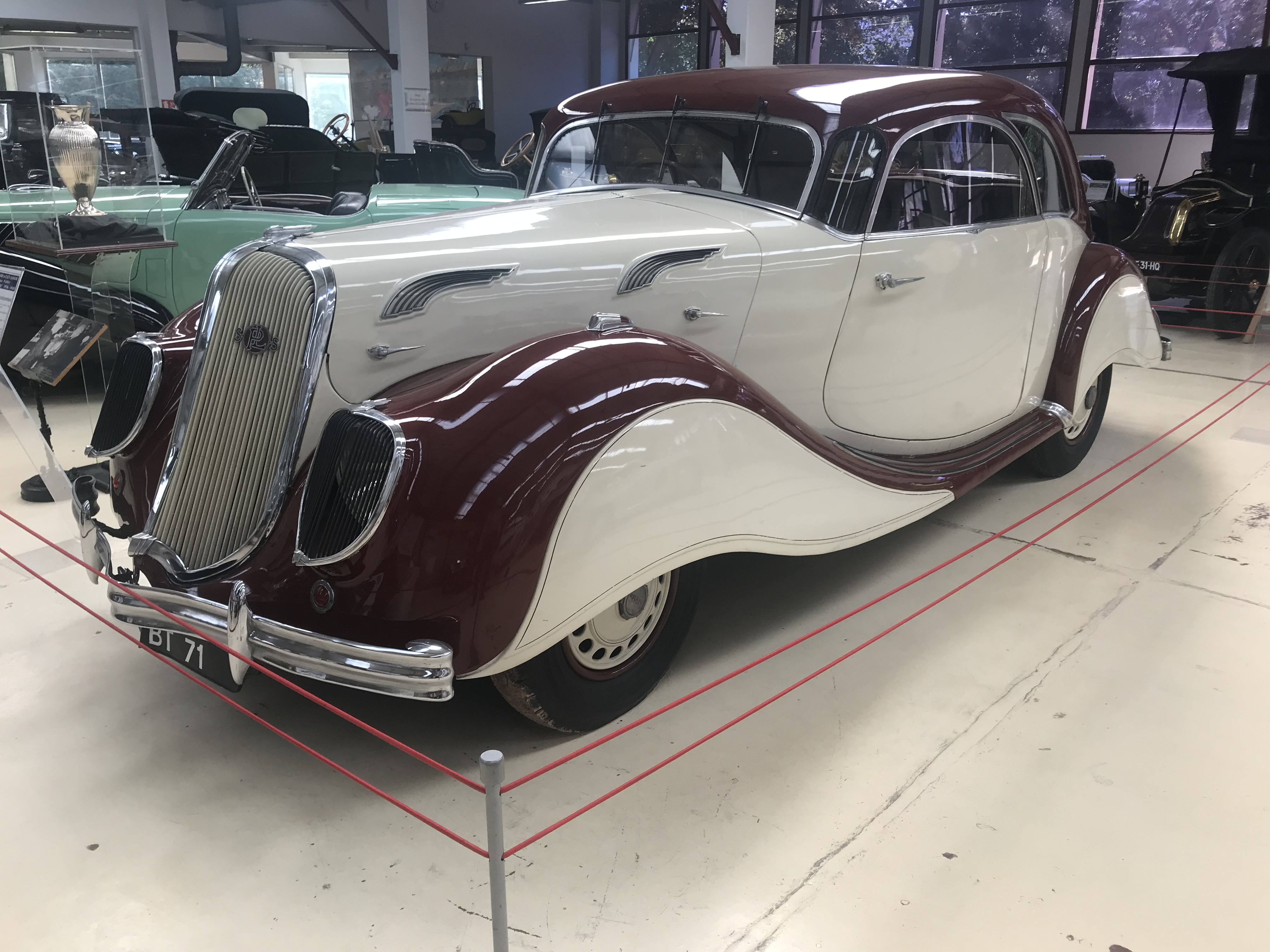
Panhard et Levassor Dynamic 130 (X76) 1937 Musée Henri Malartre

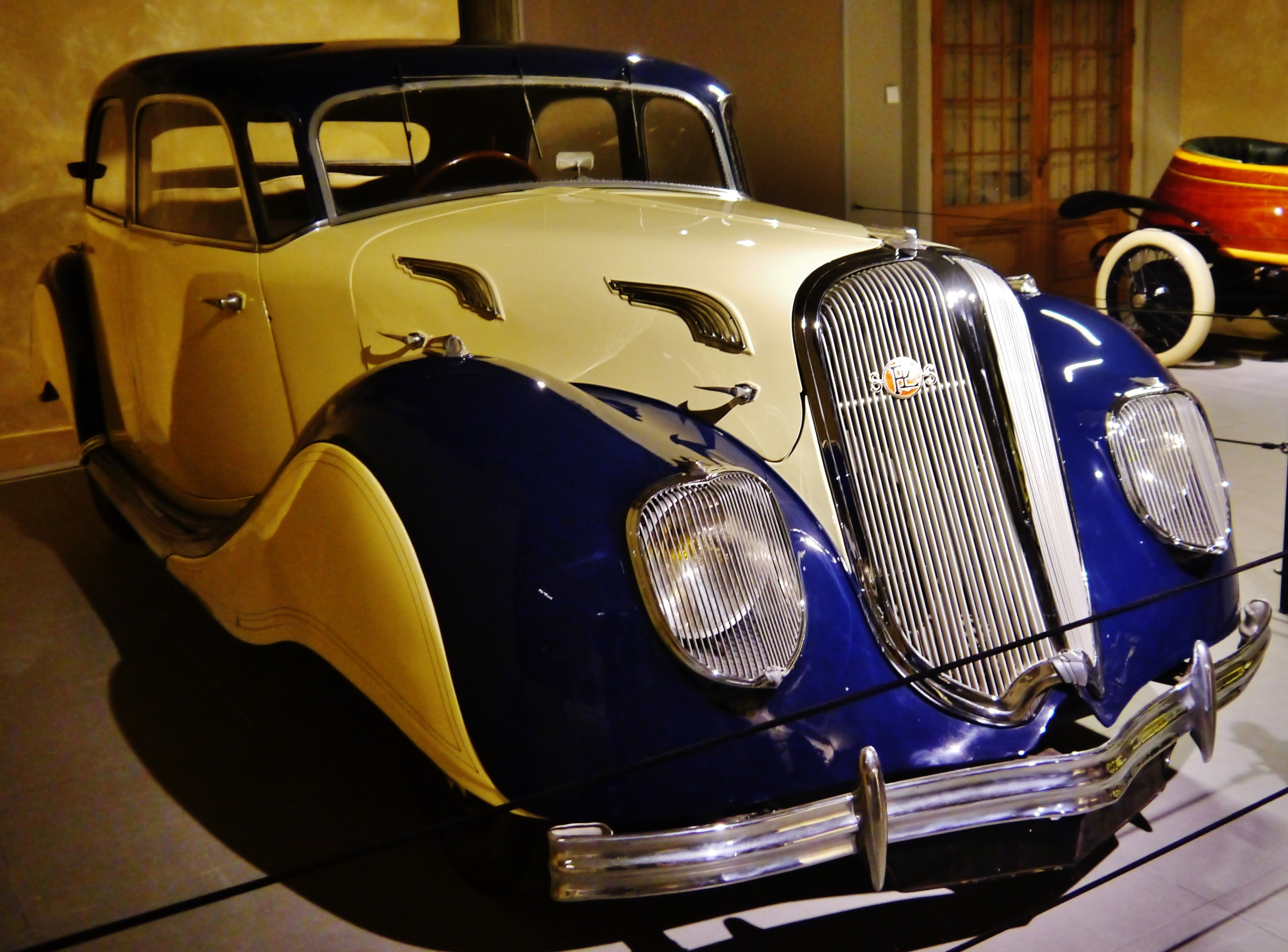
Dynamic 140 (X77) 1937 (Musée Louwman)

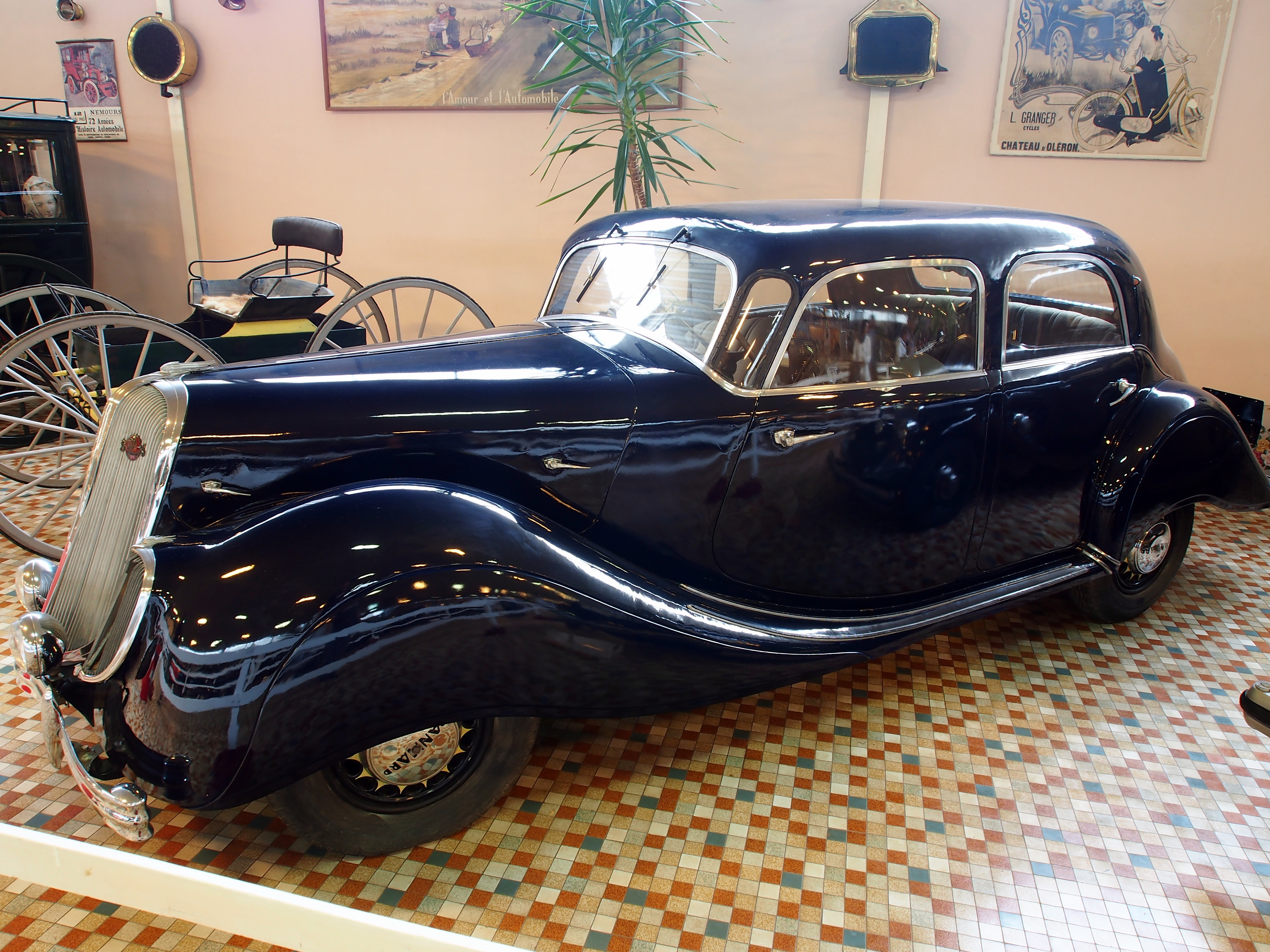
Dynamic 140 (X77) (Musée automobile de Vendée)

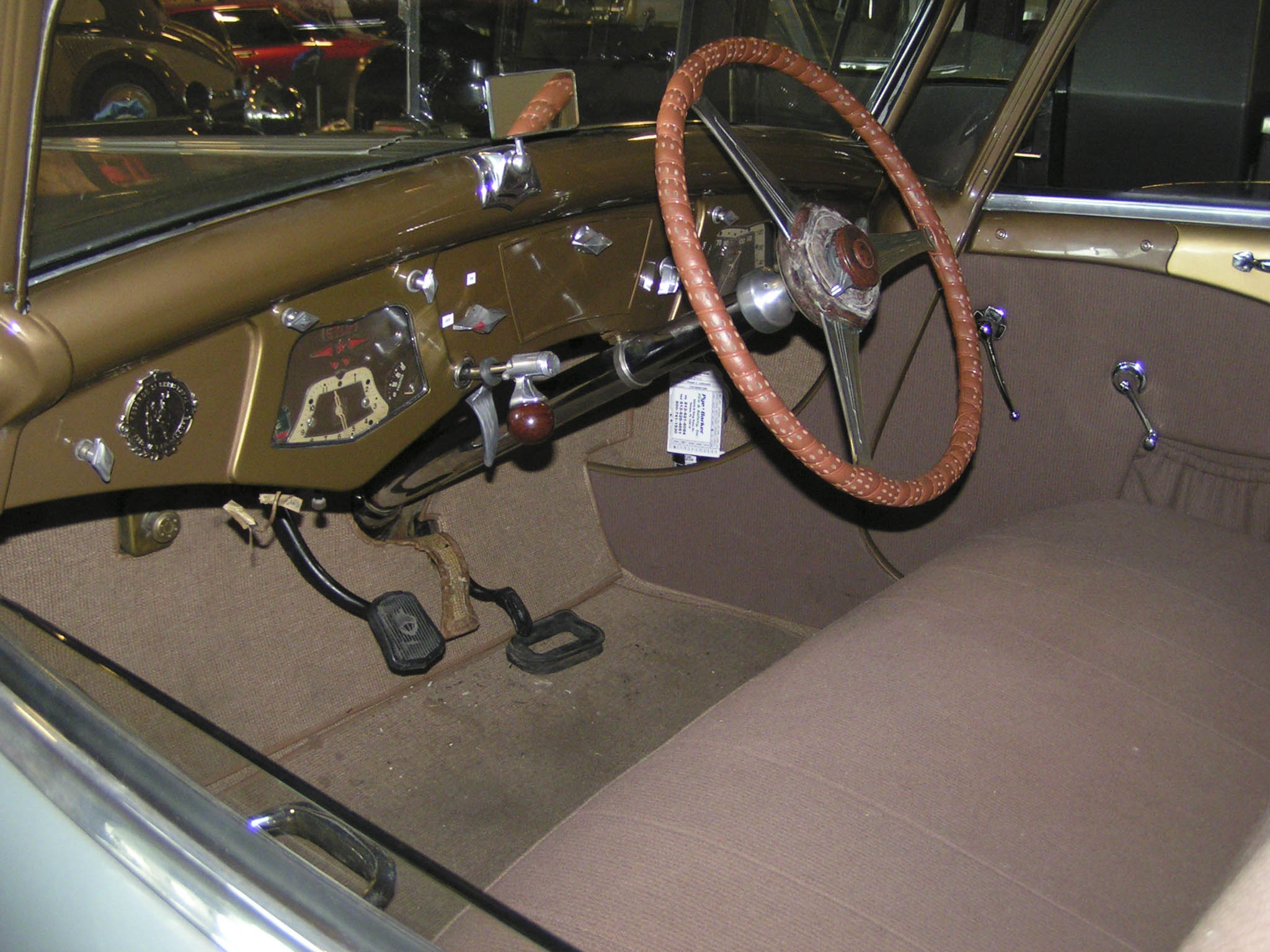
Le volant en position centrale

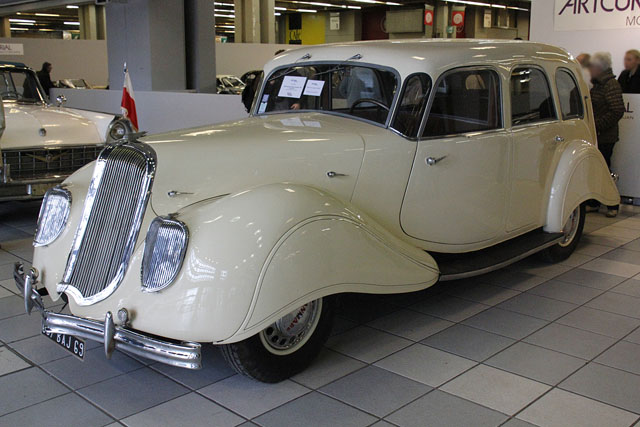
Limousine Dynamic 140 "six-fenêtres" (X81) de 1939 (salon Rétromobile 2011)

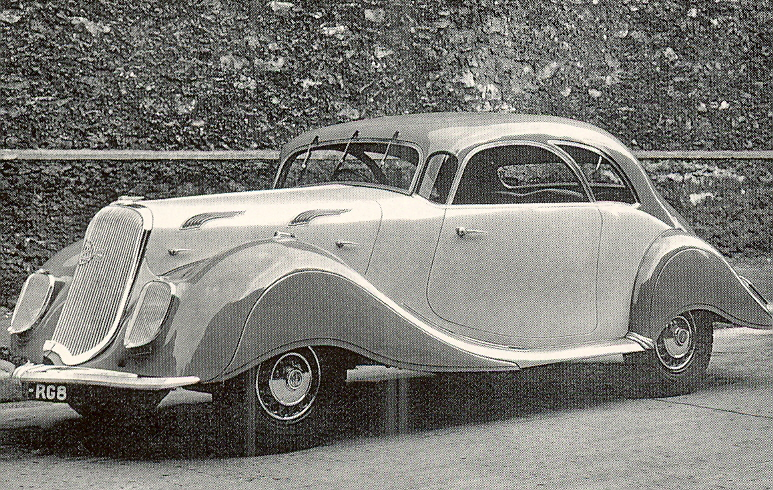
Une Dynamic 140 Coupé Major

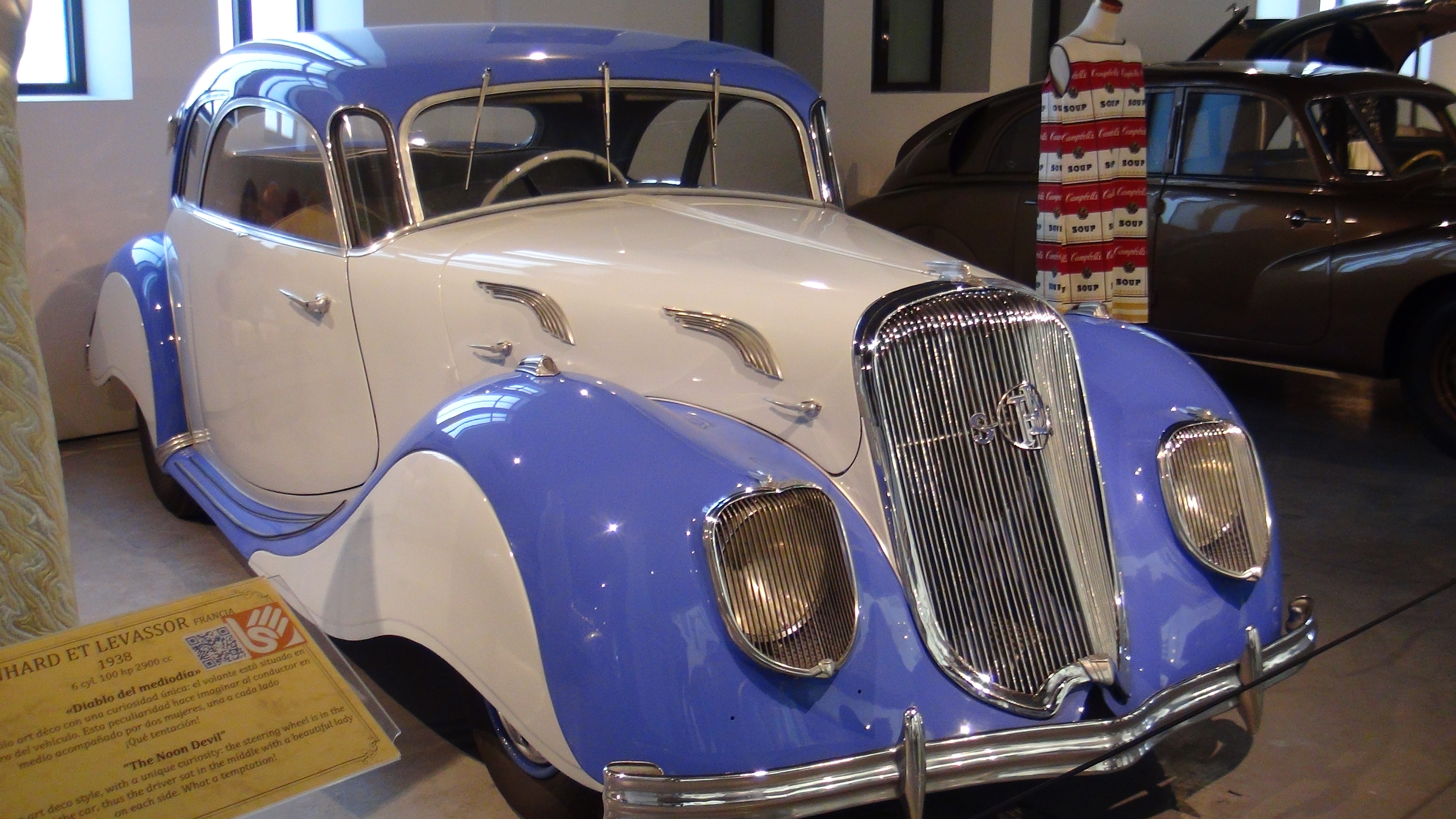
Panhard et Levassor "Dynamic 140" - 1938 - Musée Automovil de Malaga

## Particularités des carrosseries

### Vue panoramique et phares intégrés
Pour la Dynamic, le concepteur maison de Panhard et Levassor, Louis Bionier, propose un design épuré, avec des passages de roues semi-couverts, un pare-brise avant accrocheur, sans montant central, en trois pièces et muni de trois essuie-glaces, et les phares intégrés dans les ailes avant. Tous ces éléments seront adoptés par d'autres constructeurs automobiles dans les années suivantes, et les phares intégrés dans la carrosserie deviendront la norme, mais en 1936, ils donnent à la voiture un style très moderne, voire avant-gardiste.

### Première voiture française de luxe de conception monocoque
Les carrosseries sont également d'un grand intérêt technique. Malgré sa taille, la Dynamic offrait peu de possibilités aux traditionnels carrossiers, étant la première voiture française de luxe dotée d'une carrosserie en acier soudée électriquement ensemble et construite en monocoque, sans châssis séparé.

### Neuf passagers
Une version berline “six-fenêtres” à quatre portes a été proposée avec une longue cabine passagers, sans coffre. Cette version, présentée à l'automne 1937, pouvait transporter neuf personnes. Une berline quatre portes était également disponible avec un habitacle plus traditionnel et une malle en saillie.

## Autres innovations techniques

### Le volant au centre
La voiture est très large, permettant de se mettre à trois sur une banquette : sur les premières voitures, Panhard et Levassor avait positionné le volant de direction au milieu du tableau de bord, justifié par une meilleure vue en harmonie avec le pare-brise panoramique. Le montage central du volant a probablement été la fonctionnalité attirant le plus de commentaires lors de la présentation de la voiture au Mondial de l'automobile de Paris de 1936, annoncé par Panhard et Levassor comme solution "de bon sens" dans une période où les constructeurs automobiles français passaient progressivement de la conduite à droite (qui était pratiquement universelle en France vingt ans plus tôt) à la conduite à gauche (qui sera pratiquement universelle en France vingt ans plus tard). Cependant, le marché a trouvé le volant central trop innovant et les pilotes se sont plaints des contorsions nécessaires pour glisser du côté de la grande voiture à la position centrale de conduite. À partir de 1939, la Panhard et Levassor Dynamic avait un volant positionné de manière conventionnelle.

### Une suspension à triangulations
En plus de la position de conduite centrale et de la structure monocoque, la Dynamic était aussi en avance sur son temps par sa suspension avant indépendante à triangulations. Comme pour les supercars, la partie supérieure des éléments de la suspension avant est montée directement sur le moteur.

## Autres modèles
Il y avait aussi une version coupé deux places et une version cabriolet, mais à la fin de 1938 ces deux modèles représentaient seulement 358 voitures. En plus de ces modèles, la gamme comprenait une limousine "six fenêtres" (latérales) avec partition à partir de 1938.

## Les moteurs
Un premier prototype, connu comme la Dynamic 20 CV, est présenté en Mars 1936. Il est propulsé par un moteur six-cylindres en ligne de 3,485 cm3 avec des diamètres de cylindre correspondant à la classe d'imposition française de 20 cv. Cependant, la voiture qui est entrée en production et est proposée à la vente à partir de Mai 1936 est la Dynamic 130, équipée du moteur six-cylindres en ligne de 2,516 cm3 sans soupapes du modèle précédent, la Panhard et Levassor CS, qui se situe de ce fait dans la classe d'imposition française de 14 CV. Le "130" du nom indique une prétendue vitesse de pointe de 130 km/h.
À côté de la Dynamic 130, Panhard et Levassor propose une Dynamic 140, qui partage son moteur avec la (toujours en production) “CS Spéciale”. La taille du moteur de cette version est de 2,861 cm3 (16 CV). La puissance réelle revendiquée est de 75 cv (55 kW) et c'est cette Dynamic “140” qui a les faveurs des clients, 2.230 exemplaires ayant été produits en 1940 lorsque la guerre met fin à la production. À ce moment, c'était la dernière voiture à moteur sans soupapes produite au monde.

## Variantes
Tandis que trois empattements sont disponibles, le plus court a été largement limité au modèle Coupé Junior (bientôt abandonné) et le plus long à la Berline. La plupart des Dynamic (les Majors) ont l'empattement de 280 cm. En 1937, Panhard et Levassor a introduit une Dynamic “160”, succédant à la Panhard et Levassor DS. Cette voiture est équipée d'un moteur de 3.834 cm³ (22 CV) à six-cylindres en ligne, délivrant 100 cv (74 kW). Il en fut construit 153 en 1938.
La petite Dynamic 130 portait le code de modèle X76, elle est interrompue en 1938 pour cause de sous-motorisation. Les 140 et 160 s'appelaient à l'origine X77 et X80, et après l'abandon du pilotage central en 1939, elles deviennent respectivement les X81 et X82.

## Commercialement
Les Panhard et Levassor Dynamic n'ont jamais été particulièrement bon marché, reflétant par là les progrès technologiques qu'elles introduisent. Cependant, moins de six mois après le lancement en octobre 1936, Panhard et Levassor met à jour sa liste de prix, de nombreux prix publiés en février 1937 impliquant des augmentations de plus de 20%. Après février 1937 la Dynamic 130 à empattement court "Junior 130" (coupé) 14CV est au prix de 53.850 Francs alors que les prix pour les "Berline 130" quatre portes commencent à 58.850 Francs. Pour comparaison, la Renault Primaquatre, certes plus ancienne et moins flamboyante de conception, d'un fabricant qui a encore des moteurs à soupapes latérales équipant tous ses modèles, mais avec un moteur et un empattement qui la place dans la même catégorie 14CV que la Panhard et Levassor, est à 22.500 Francs pour une berline en octobre 1936, atteignant 25.500 Francs en octobre 1937. Les listes de prix Talbot, dont la Minor lancée en octobre 1937 à 42.500 Francs pour une berline 13CV quatre places compacte à quatre portes, d'un fabricant dont la gamme est plus moderne, a également laissé les prix des Panhard et Levassor Dynamic extrêmement élevés. La situation politique en France, où le Front populaire a pris le pouvoir en 1937, faisait aussi qu'il valait mieux ne pas exhiber un véhicule de luxe, décourageant probablement des clients potentiels.

## Production du temps de guerre
En septembre 1939, la France déclare la guerre à l'Allemagne et, en juin 1940, l'Armée allemande a rapidement envahi et occupé le Nord de la France. Avant septembre 1939, contrairement à Renault, Panhard et Levassor n'avait pas fourni de voitures à l'armée française, mais avec le déclenchement de la guerre Panhard et Levassor reçut une commande de 182 exemplaires de la Dynamic avec le plus gros moteur, principalement des berlines à longue cabine “six-fenêtres”. Les voitures de l'armée, généralement réservées aux échelons supérieurs de la hiérarchie, sont dans la plupart des cas reconnaissables à la roue de secours montée à l'extérieur du panneau arrière. Les versions civiles, même avec la carrosserie à cabine longue, gardaient la roue de secours à l'intérieur de la voiture.
Au fil de la guerre, Panhard et Levassor jugea prudent de transférer le site de production à Tarbes dans l'extrême sud-ouest, et une version gazogène de la Dynamic a été produite, quoique en petit nombre. Cependant, à la suite de la défaite de la France en juin 1940, Panhard et Levassor, comme d'autres constructeurs automobiles, est de plus en plus obligé de fabriquer du matériel militaire.

## Sources et bibliographie
- (en) Cet article est partiellement ou en totalité issu de l’article de Wikipédia en anglais intitulé « Panhard et Levassor Dynamic » (voir la liste des auteurs).
- René Bellu, « La Panhard Dynamic : sa carrosserie étonne et sa conception technique réserve elle aussi des surprises », Automobilia, Paris, Histoire & Collections,‎ novembre 1996, p. 31–40
- Bernard Vermeylen, Panhard & Levassor, entre tradition et modernité, vol. 2005, Boulogne-Billancourt, ETAI, 2005, 255 p. (ISBN 978-2-7268-9406-4 et 2-7268-9406-2)